# Auditorio Cas di Cultura
El Auditorio Cas di Cultura o simplemente Cas di Cultura (que en papiamento quiere decir: Auditorio Casa de la Cultura antes llamado en neerlandés: Cultureel Centrum Aruba) es a la vez un Teatro Nacional, el centro cultural y sala de conciertos y exposiciones de arte en la isla de Aruba.
El complejo se encuentra en la capital de Oranjestad en la Plaza de Aruba en la zona del puerto, cerca al monumento de Gilberto François Croes.
En 1949 se estableció la fundación Stichting Schouwburg Aruba (SSA), que está formado por un grupo de asociaciones culturales activas de la Comunidad local. 
En 1955 se presentan los planes. El diseño del edificio se encontraba en manos del grupo de arquitectos FF Zingel, que también tenía el Centro Pro Arte y la Iglesia Brievengat, proyectos construidos en la vecina Curazao. La primera piedra fue colocada en 1957. El complejo fue financiado por el Gobierno de Aruba, y varias organizaciones privadas y públicas.
El 15 de noviembre de 1958, se inauguró el edificio con el nombre de "Cultureel Centrum Aruba" (holandés) y más tarde, después de que el territorio obtuvo un Status Aparte paso a llamarse "Cas di Cultura" nombre en la lengua local.